# T.N.T. (Lied)
T.N.T. ist ein Lied der Hardrock-Band AC/DC aus dem Jahr 1976 von ihrem australischen Album T.N.T., das im Rest der Welt unter dem Titel High Voltage veröffentlicht wurde. Das Lied stammt von Bon Scott, Angus Young und Malcolm Young. T.N.T. wurde außerdem auf dem Album Live: 2 CD Collector’s Edition veröffentlicht. Hier sang Brian Johnson. Der Song erreichte Platz 19 der australischen Kent Music Report Singles Charts. Der Titel des Liedes ist eine Anspielung auf den explosiven Sprengstoff TNT.
Eine leicht abgewandelte Zeile des Liedes, Lock up your daughters, wurde als Titel für AC/DCs erste Tournee als Headliner durch Großbritannien im Jahr 1976 verwendet, nachdem die Band Anfang des Jahres von Melbourne, Australien, nach London umgezogen war.
Im Januar 2018 belegte T.N.T. im Rahmen von Triple Ms Ozzest 100, den „australischsten“ Songs aller Zeiten, Platz 81.

## Coverversionen
- Das Stück wurde von der Band Anthrax im Jahr 2013 auf ihrer EP Anthems gecovert.
- Die amerikanische Death-Metal-Band Six Feet Under hat im Jahr 2000 eine Coverversion des Songs für ihr Album Graveyard Classics aufgenommen.

## Musiker und Produzenten
- Bon Scott – Gesang
- Angus Young – Gitarre, Gesang
- Malcolm Young – Gitarre, Gesang
- Mark Evans – Bass
- Phil Rudd – Schlagzeug
- Harry Vanda – Produzent
- George Young – Produzent

## Auszeichnungen für Musikverkäufe
| Land/Region                  | Auszeichnungen für Musikverkäufe (Land/Region, Auszeichnung, Verkäufe) | Verkäufe  |
| ---------------------------- | ---------------------------------------------------------------------- | --------- |
| Brasilien (PMB)              | Gold                                                                   | 30.000    |
| Dänemark (IFPI)              | Gold                                                                   | 45.000    |
| Deutschland (BVMI)           | Gold                                                                   | 250.000   |
| Italien (FIMI)               | Platin                                                                 | 70.000    |
| Kanada (MC)                  | 5× Platin                                                              | 400.000   |
| Mexiko (AMPROFON)            | 3× Gold                                                                | 90.000    |
| Neuseeland (RMNZ)            | 2× Platin                                                              | 60.000    |
| Portugal (AFP)               | Gold                                                                   | 5.000     |
| Spanien (Promusicae)         | Platin                                                                 | 60.000    |
| Vereinigte Staaten (RIAA)    | 3× Platin                                                              | 3.000.000 |
| Vereinigtes Königreich (BPI) | Gold                                                                   | 400.000   |
| Insgesamt                    | 6× Gold · 13× Platin ·                                                 | 4.410.000 |

Hauptartikel: AC/DC/Auszeichnungen für Musikverkäufe